# Корсунь-Шевченківська центральна районна бібліотека

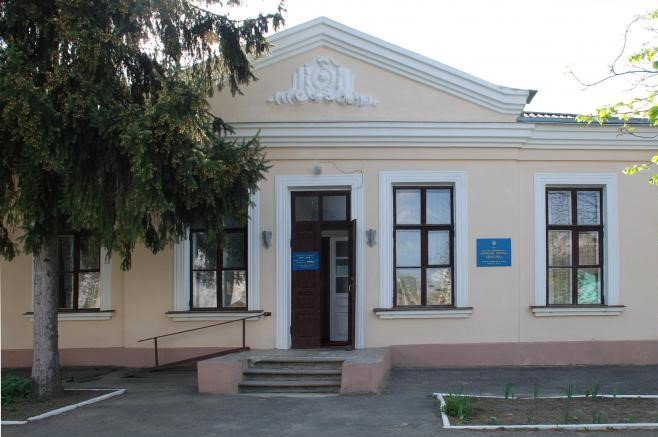
Корсунь — Шевченківська центральна районна бібліотека.

Корсунь — Шевченківська центральна  бібліотека- головна книгозбірня району, сучасний, потужний, інформаційний, культурно-просвітницький, методичний центр.
Розташована бібліотека в м. Корсунь-Шевченківський Черкаської області.
Корсунь — Шевченківська центральна районна бібліотека має свою емблему:

## Історія бібліотеки
Перші згадки про Корсунь — Шевчеківську центральну районну бібліотеку відомі ще на початку XX століття: відлік своєї історії вона почала 2 жовтня 1901 року, звалась бібліотекою спрощеного типу, її читачами були лише 50 мешканців міста, а фонд налічував 170 примірників.
З 1906 року книгозбірня почала зватись громадською бібліотекою-читальнею та носила ім'я О. С. Пушкіна, керував нею доктор медичних наук І.П.Бондарєв. Утримувала бібліотека себе власним коштом, надаючи за певну плату в користування газети та журнали, та за рахунок платних публічних лекцій, концертів.
В 1911 році бібліотека почала називатись народною. Ініціаторами відкриття народних бібліотек на той час були громадські об'єднання та державні структури. Надалі в інформації про роботу бібліотеки імена бібліотекарів не згадувалися. З 1972 року бібліотека зветься центральною районною бібліотекою, а з 1978 року вона стала інформаційно-методичним центром для масових бібліотек району, об'єднавши 51 з них в єдину централізовану бібліотечну систему. Нині ЦБС налічує 37 бібліотек: центральну районну бібліотеку, районну дитячу бібліотеку та 35 сільських бібліотек-філіалів.

## Працівники бібліотеки
Першим бібліотекарем був корсунський волосний писар О.І. Лотоцький.
Історія не зберегла імена бібліотекарів всіх років. Відомо, що з 1941 по 1951 роки завідувачкою бібліотеки була О.М.Остапчук, з 1951 по 1975 рік Г. І. Жирний, змінила його на посаді і до 1992 року працювала Г.І.Загребельна, з 1992 по 2010 рік очолювала бібліотеку Н.С.Кулакова, з 2010 року бібліотеку очолює Шкребтій В.М.
Багато років свого життя віддали бібліотечній справі К.А.Дмитренко, Л.Є.Чехова, Л.О.Мікрюкова, О.С.Жирна, Н.П.Однокурцева, Л.М.Крученко, Т.М.Бован, Н.Я.Сорокіна, І.С.Петренко, Н.І.Аверіна, Г.Г. Хіміченко.

## Організаційна структура
Структура бібліотеки складається з 4 відділів.

#### 1.Відділ обслуговування
Основне завдання відділу: максимальне задоволення інформаційних запитів та потреб користувачів, що сприятиме забезпеченню навчального процесу, самоосвіти, інтелектуального розвитку та підвищенню професійної майстерності.
Відділ має в наявності художню літературу та періодичні видання на будь-який смак:
- світова класика
- детективи
- фентезі
- пригодницька література
- сучасна українська книга
- корисні книги та журнали для хобі та різноманітних вподобань

### 2.Організаційно-методичний відділ
Відділ забезпечує єдине методичне керівництво підрозділами централізованої системи бібліотек, надає їм методичну і практичну допомогу для вдосконалення бібліотечної роботи, вивчає, узагальнює і впроваджує кращий бібліотечний досвід, нові ефективні форми і методи обслуговування користувачів, новітні інформаційні технології.
Працівники відділу систематично проводять семінари, наради, практикуми по підвищенню фахової кваліфікації бібліотечних працівників району, організовують конкурси професійної майстерності.
Відділ постійно працює над створенням позитивного іміджу книгозбірень, організовує рекламу бібліотек та бібліотечних послуг населенню, підтримує зв'язки з громадськістю, партнерами, спонсорами бібліотек та засобами масової інформації.

#### 3.Бібліографічний відділ
1. Здійснює довідково-бібліографічне та інформаційне обслуговування.
2. Створює довідково-пошуковий апарат (ДПА) бібліотеки.
3. Пропагує бібліотечно-бібліографічні знання.

#### 4.Відділ формування
Напрями діяльності:
- науково-дослідна,
- науково-методична
- науково-організаційна робота
Комплекс наукових досліджень, спрямованих на вивчення особливостей та проблем формування бібліотечних фондів

## Фонд бібліотеки
Під час Великої Вітчизняної війни фонди корсунської книгозбірні майже повністю були знищені. В 1944 році починає відроджуватись місто, а з ним і бібліотека. У 1948 році бібліотека отримала статус районної і мала вже фонд, що налічував 15 тисяч примірників друкованої продукції.
Зараз Корсунь — Шевченківська центральна районна бібліотека має найбільший фонд в регіоні, який налічує 440 000 примірників книг. Головна бібліотека району передплачує понад 70 газет та журналів, має широкий спектр комп'ютерних послуг завдяки підключенню до світової мережі Інтернет.

## Сучасний стан
На сучасному етапі районна бібліотека забезпечує:
- вивчення та впровадження передового досвіду та інноваційних технологій бібліотечного обслуговування;
- надання методичної, практичної, консультаційної допомоги бібліотекам, удосконаленням форм і методів бібліотечної роботи;
- формування, активне використання та збереження бібліотечних ресурсів;
- подальше забезпечення безкоштовного доступу до інформаційних ресурсів Інтернет;
- забезпечення діяльності центрів регіональної інформації та акумуляції повної інформації про регіон;
- організація системи підвищення кваліфікації бібліотечних працівників шляхом проведення семінарів, практикумів, виїзних кущових семінарів, методичних днів, днів професійного спілкування;